# Sinfjötli
Sinfjötli Sigurdsson (n. 735), o Fitela (en inglés antiguo), fue un guerrero vikingo y héroe de las sagas nórdicas, es el personaje principal de Frá dauða Sinfjötla. Nacido de una relación incestuosa entre Sigmund y su hermana Signy (o Sieglinde). Era hermanastro de otros caudillos y héroes: Sigurd, Helgi Hundingsbane y Hamund.
En el poema épico Beowulf, Fitela es sobrino de Sigmund, mientras que la saga Völsunga lo presenta como hijo y sobrino de Sigmund, y fruto del incesto.

## Saga Völsunga
En la saga Völsunga, Sinfjötli es nieto del rey Volsung. Signý, hija de Völsung, desprecia a su marido el rey Siggeir, y ruega a su padre que no la obligue a regresar con el rey Siggeir. Völsung rechaza su ruego y le recuerda el compromiso que tiene su familia y debe mantenerlo. Al margen de una advertencia de Signy, Völsung y diez de sus hijos se ven envueltos en una batalla contra las fuerzas de Siggeir que los emboscan traicioneramente y mata a Völsung. Signy ruega a su marido por las vidas de sus hermanos, a lo que Siggeir accede porque piensa que «es mejor sufrir y torturarse más en vida antes de morir». 
Tras nueve largas noches, una mujer lobo (posiblemente la madre de Siggeir) mata cada noche a nueve de los hermanos de Signy. Sobrevive Sigmund quien recibe el secreto para matar al licántropo, esparcir miel por su cara y cuando llegue a lamer su rostro morderle la lengua para que muera y así poder salvarse. Sigmund ha perdido a su padre y hermanos, Signý quiere apoyarlo para vengar a su familia enviando a su hijo para ser su compañero en su escondite en el bosque. Sin embargo, cada uno de los hijos de Siggeir demuestra cobardía: no pueden soportar el dolor de tener los puños de su saya cosidos a su piel. Por lo tanto Signy incita a Sigmund a matarlos ya que no son de utilidad. Siendo Sigmund del linaje de Volsung, Signy cree que su hermano puede darle un hijo digno de reclamar un lugar en la dinastía, y una noche intercambia formas con una völva, visita a su hermano Sigmund en su morada subterránea y pasa tres noches en la cama de Sigmund quien ignora que es su propia hermana con otra forma. Muy a diferencia de sus anteriores hijos nacidos de la estirpe de Siggeir, rey artero y desagradable, Signý da a luz un hijo que no es menos fuerte, guapo y valiente que el mismo Volsung. Se trata de Sinfjötli, quien junto con Sigmund vengará a su clan matando a Siggeir. Sinfjötli ignora el dolor, diciendo que "el dolor parece insignificante para un Volsung." El resultado incestuoso de la unión de dos Volsung, es capaz de grandes hazañas como Signý requiere.
Sigmund y Sinfjötli viajan a Hunaland donde Sigmund es proclamado rey de los hunos y se casa con Borghild, con quien tiene dos hijos Helgi Hundingsbane y Hámundr. Borghild es una mujer celosa que odia a Sinfjötli, y él lo sabe. Para deshacerse de él, Borghild le ofrece tres copas de vino, la última envenenada. Tras ver a su padre beberse dos copas, Sinfjötli bebe la tercera y muere.
Sigmund lleva el cuerpo de su hijo a los fiordos, donde encuentra a Odín con la apariencia de barquero. Odín le dice que sólo puede llevar a un pasajero por trayecto, y toma el cuerpo de Sinfjötli. Una vez en el agua, desaparece la barca que lleva a Odín y a Sinfjötli, y se dirige al Valhalla. Sigmund regresa a su reino y castiga a Borghild. 
En Helgakviða Hundingsbana I, Gudmund acusa a Sinfjötli de licantropía.

## Cultura popular contemporánea
La leyenda fue una fuente de inspiración para J.R.R. Tolkien y su obra La leyenda de Sigurd y Gudrún.